# Eltim V2
Eltim V2 – typ silnikowego wagonu tramwajowego produkcji rumuńskiej. Ten sześcioosiowy, przegubowy prototyp, zbudowany w latach 1981–1982 w zakładach Electrometal Timișoara (Eltim), kursował liniowo po torowiskach systemu tramwajowego w Timișoarze. Tramwaj otrzymał numer taborowy 230 i został wpisany na stan przedsiębiorstwa komunikacyjnego IJTL Timiș, które w 1991 r. przemianowano na Regia Autonomă de Transport Timișoara (RATT). Rzeczony tramwaj był pierwszym przegubowym wagonem tramwajowym w historii tramwajów w Timișoarze.

## Oznaczenie
Pełne oznaczenie tramwaju brzmiało Tramvai articulat V2-1982, tj.
| Tramvai articulat | tramwaj przegubowy                                           |
| V2                | skrót od Vagon2, oznaczający tramwaj złożony z dwóch członów |
| 1982              | rok wprowadzenia do eksploatacji                             |

## Konstrukcja
Tramwaj V2 opierał się konstrukcyjnie na wytwarzanym od 1970 r. tramwaju jednoczłonowym typu Timiș 2. De facto V2 składał się z przedniej części tramwaju silnikowego Timiș 2, która połączona została z tylną częścią wagonu doczepnego. Po lewej stronie nadwozia znajdowało się czworo drzwi harmonijkowych, przy czym pierwsze i ostatnie były pojedyncze. Skrajne wózki były napędowe, natomiast środkowy, umieszczony pod przegubem, był toczny.
Prototypowy tramwaj posłużył producentowi do zdobycia doświadczenia w budowie tramwajów przegubowych. Wcześniej tramwaje przegubowe eksploatowano jedynie w Bukareszcie. W tamtejszych warsztatach tramwajowych od 1972 r. produkowano trójczłonowe, sześcioosiowe tramwaje serii V3A.

## Historia
Jazdy próbne tramwaju nr 230 rozpoczęto w 1982 r., początkowo przydzielono go do linii nr 4. W późniejszym czasie obsługiwał także inne linie, na przykład okrężne nr 6 i nr 7. Połączenie tramwaju V2 z wagonem doczepnym nie było możliwe z powodu zbyt krótkich peronów przystankowych. Z powodu licznych i różnorodnych problemów technicznych prototyp rzadko wyjeżdżał z zajezdni. W 1985 r. przez dłuższy czas był odstawiony.
Po rewolucji w Rumunii i następującym po niej kryzysie gospodarczym doszło do dużego spadku liczby pasażerów transportu publicznego, przedsiębiorstwo RATT wycofało prototyp tramwaju V2 z eksploatacji. W sierpniu 1992 r. tramwaj był częściowo zdekompletowany i stacjonował w zajezdni Dâmbovița, jednak w 1994 r. wciąż znajdował się na stanie RATT. W 1998 r. został ostatecznie zezłomowany.